# 14016 Штеллер
14016 Штеллер (14016 Steller) — астероїд головного поясу, відкритий 16 січня 1994 року.
Тіссеранів параметр щодо Юпітера — 3,212.